# We Sing
We Sing è un videogioco musicale del 2009 sviluppato da Le Cortex e pubblicato da Nordic Games per Wii. Ne sono state realizzate versioni dedicate a Robbie Williams, alla musica rock, pop e degli anni 1980.

## Brani
In We Sing sono presenti le seguenti tracce:
- Amy Winehouse - Tears Dry on Their Own
- Aqua - Barbie Girl
- Blondie - One Way or Another
- Charles & Eddie - Would I Lie to You?
- Chesney Hawkes - The One and Only
- Coldplay - Viva la vida
- Culture Club - Karma Chameleon
- Duffy - Mercy
- Duran Duran - Hungry like the Wolf
- Elton John e Kiki Dee - Don't Go Breaking My Heart
- James Morrison e Nelly Furtado - Broken Strings
- John Denver - Take Me Home, Country Roads
- Kaiser Chiefs - I Predict a Riot
- Kylie Minogue - Locomotion
- Lady Gaga - Poker Face
- Lily Allen - The Fear
- Madness - Our House
- Meat Loaf - I'd Do Anything for Love (But I Won't Do That)
- Moloko - Sing It Back
- OneRepublic feat. Timbaland - Apologize
- Pussycat Dolls - Don't Cha
- Roxette - It Must Have Been Love
- Shampoo - Trouble
- Spice Girls - Wannabe
- Sugababes - Girls
- Tasmin Archer - Sleeping Satellite
- The Automatic - Monster
- The Police - Every Breath You Take
- Tom Jones - Delilah
- UB40 - Red Red Wine

## Reboot
Nel 2016 è stata pubblicata una versione di We Sing per PlayStation 4 e Xbox One. La versione per PlayStation 4 presenta una modalità fino a 10 giocatori e prevede la possibilità di utilizzare l'applicazione mobile We Sing Mic per utilizzare lo smartphone come microfono. Tale versione non è compatibile con PlayStation 5.